# Kamow Ka-50
Der Kamow Ka-50 Tschornaja Akula (russisch Чёрная акула für schwarzer Hai, NATO-Codename „Hokum-A“) ist ein einsitziger russischer Kampfhubschrauber des Herstellers Kamow. Nach der Produktion von nur elf Ka-50 wurde diese zu Gunsten des zwei-sitzigen Kamow Ka-52 eingestellt.

## Entwicklung
Ende der 1970er Jahre entwickelten die Konstruktionsbüros von Kamow und Mil die ersten sowjetischen Hubschraubertypen, die speziell für den Einsatz gegen Panzer konstruiert wurden. In Konkurrenz zur Mil Mi-28 entstand der Kamow W-80. Der erste W-80-Prototyp (Bordnummer 010) verließ das Hubschrauberwerk Kamow im Juni 1982. Am 17. Juni führte Testpilot Nikolai Besdetnow zum ersten Mal einen Schwebeflug mit der W-80 durch und am 27. Juli machte die W-80 ihren ersten Rundflug. Die W-80Sch-1-Prototypversion war die Konfiguration, die für die Ka-50-Produktionsversion verwendet wurde. Für den Antrieb wird die für den Hersteller Kamow typische Bauweise mit Koaxialrotor eingesetzt. Die gegenläufig rotierenden Hauptrotoren ermöglichen dabei, auf den Heckrotor zum Drehmomentausgleich zu verzichten. Ein weiteres ungewöhnliches Merkmal des Ka-50 ist der Schleudersitz für den Piloten. Wenn dieser zum Einsatz kommt, werden die Rotoren vorher abgesprengt.
Die Produktion des Kampfhubschraubers wurde am 14. Dezember 1987 vom sowjetischen Ministerrat angeordnet. Nach ersten Flugtests und Systemtests bestellte der Rat 1990 die erste Charge des Hubschraubers. Der Kampfhubschrauber wurde im März 1992 auf einem Symposium im Vereinigten Königreich erstmals öffentlich als „Ka-50“ bezeichnet. Seit 1995 wird dieser von der russischen Armee im aktiven Dienst eingesetzt. Die Maschinen wurden von der Firma Progress in Arsenjew, Region Primorje, gebaut; nach der Produktion von elf Ka-50 für die russischen Streitkräfte wurde diese zu Gunsten des zwei-sitzigen Kamow Ka-52 eingestellt.

## Einsätze

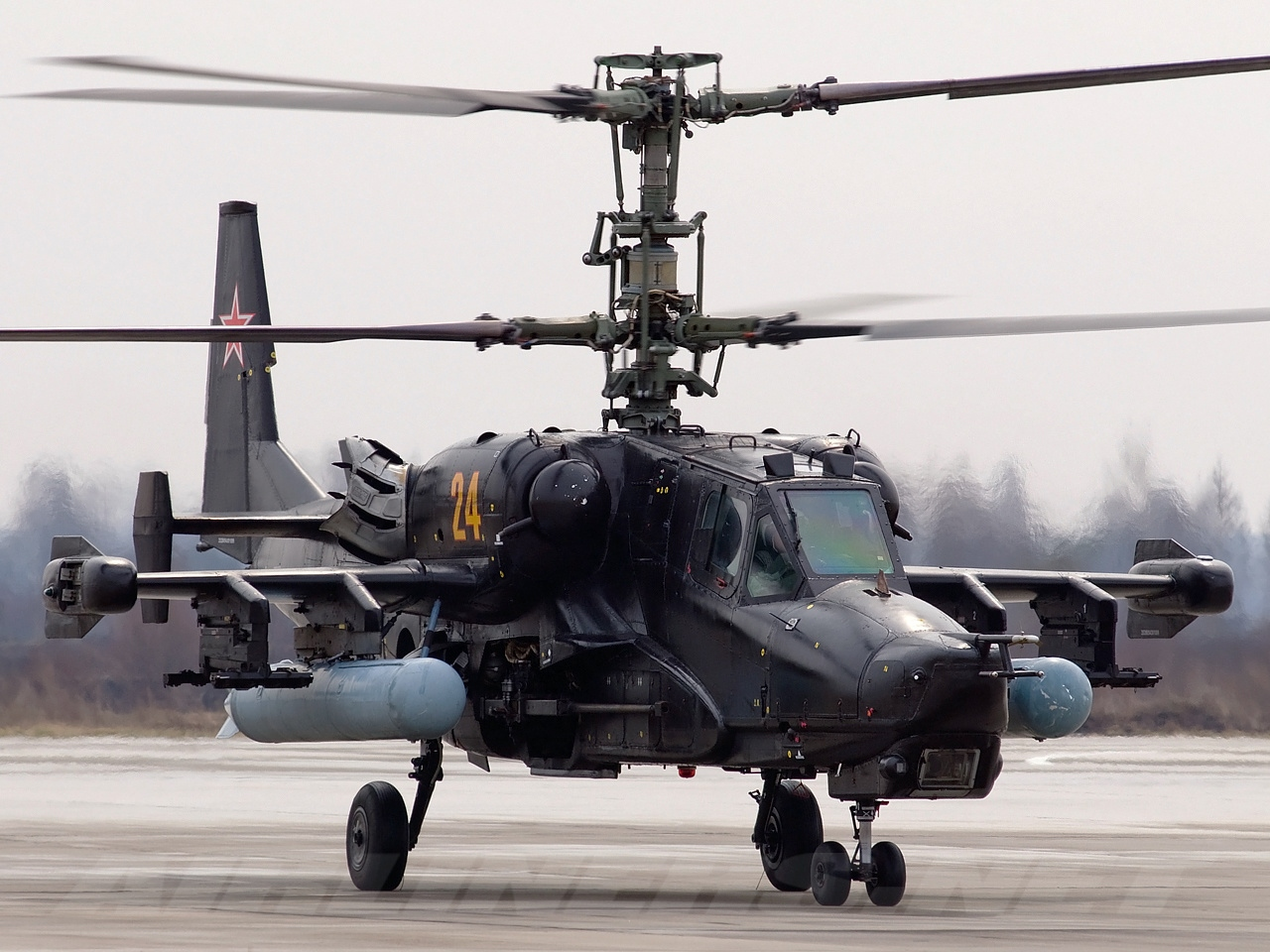
Ka-50 der russischen Luftstreitkräfte, Kubinka, 2010

Im Zweiten Tschetschenienkrieg wurden mit dem Muster Kampferfahrungen gesammelt. Entgegen dem ursprünglichen Einsatzzweck, wie die Panzerbekämpfung in klassischer Kriegsführung, wurden diese Einsätze gegen kleine Rebellengruppen in unwegsamem Gelände geführt. Eine Gruppe von zwei Ka-50 operierte zusammen mit umgerüsteten Ka-29, die als Zielzuweiser und Aufklärer dienten. Je nach Gegebenheit wurde die Gruppe noch durch Mi-24 unterstützt. Der erste Einsatz mit scharfen Waffen erfolgte im Januar 2001, als ein Ka-50 und ein Mi-24 mit ungelenkten S-8-Raketen ein Lagerhaus zerstörten, das den tschetschenischen Verteidigern als Munitionslager diente. Im Februar desselben Jahres zeigte sich die Effektivität des Ka-50, als er zusammen mit Ka-29-Aufklärern operierte. Zwei Ka-50 zerstörten ein Lager der Verteidiger mit gelenkten Wichr-Panzerabwehrraketen, nachdem es ein Ka-29 entdeckt hatte. Zu Verlusten kam es dabei nicht. Allerdings wurden die Einsätze auch sehr vorsichtig geführt, um die wenigen Ka-50 möglichst nicht zu gefährden.

## Varianten
Ka-52 „Alligator“
Aus dem Ka-50 wurde mit dem Kamow Ka-52 eine zweisitzige Variante abgeleitet. Hierbei fällt der bulligere Rumpf auf, der über eine veränderte Sensorik verfügt.
Ka-50-2 „Erdogan“
Eine weitere, ebenfalls zweisitzige Variante, ist die in Zusammenarbeit mit IAI für die Teilnahme an einer türkischen Ausschreibung entwickelte Kamow Ka-50-2 „Erdogan“. Eine Produktion erfolgte nicht, da Agusta die Ausschreibung mit dem TAI T-129 „Atak“ gewonnen hatte.

## Technische Daten

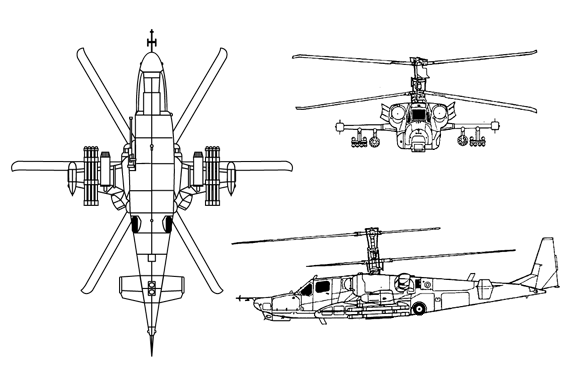
Risszeichnung

| Kenngrößen            | Daten                                                               |
| --------------------- | ------------------------------------------------------------------- |
| Konstrukteur          | Sergej Michejew                                                     |
| Besatzung             | 1                                                                   |
| Rotordurchmesser      | je 14,5 m                                                           |
| Länge                 | 14,21 m                                                             |
| Höhe                  | 4,93 m                                                              |
| Leermasse             | 7.700 kg                                                            |
| Startmasse            | norm. 9.800 kg, max. 10.800 kg                                      |
| Nutzlast              | 2.800 kg                                                            |
| Höchstgeschwindigkeit | 315 km/h (350 km/h im Sinkflug) 80 km/h seitwärts 90 km/h rückwärts |
| Marschgeschwindigkeit | 270–310 km/h                                                        |
| Dienstgipfelhöhe      | 5.500 m                                                             |
| Steigrate             | norm. 10 m/s, max. 30 m/s                                           |
| Reichweite            | 520 km (max. 1.160 km)                                              |
| Triebwerke            | 2 × Klimow TW3-117WMA-Wellenturbinen bzw. Klimow TW7-117WK          |
| Leistung              | je 1.620 kW (2.203 PS)                                              |

## Bewaffnung
Fest installierte Bewaffnung an Steuerbordseite
- 1 × 30-mm-Maschinenkanone Schipunow 2A42 mit 500 Schuss Munition in zwei Trommelmagazinen. Dies sind panzerbrechende oder Sprengsplittergeschosse; wobei die Munition auf 250 Schuss AP 30 mm und 250 Schuss HE 30 mm aufgeteilt werden kann.

Bewaffnung bis zu 2.000 kg an vier Außenlaststationen BD3-UW unter den beiden Stummelflügeln
Luft-Luft-Lenkflugkörper
- 2 × APU-62-1M-Startschiene mit je einer Wympel R-73 (AA-11 „Archer“) – infrarotgelenkt für Kurzstrecken
- 2 × 9K38W Doppelstarter mit je 2 × Wympel 9K38W Igla-W – infrarotgelenkt für Kurzstrecken.[2][3]

Luft-Boden-Lenkflugkörper
- 16 × KBP 9A4172 / 9K121 „Wichr-1“ an beweglichen UPP-800-Aufhängungen (lasergelenkter SACLOS-Panzerabwehr-Lenkflugkörper)[4]
- 2 × Swesda Ch-25ML (AS-10 „Karen-D“) – überschallschnell, taktisch, semiaktiv lasergesteuert

Ungelenkte Luft-Boden-Raketen
- 4 × B-8W20A1-Raketen-Rohrstartbehälter für je 20 ungelenkte Luft-Boden-Raketen S-8 im Kaliber 80 mm
- 4 × B-13L5-Raketen-Rohrstartbehälter für je fünf ungelenkte Luft-Boden-Raketen S-13 im Kaliber 122 mm

Externe Behälter
- 2 × UPK-23-250-Maschinenkanonen-Behälter (doppelläufige 23-mm-Maschinenkanone Grjasew-Schipunow GSch-23 mit 260 Schuss Munition)
- 4 × abwerfbare Zusatz-Treibstofftanks PTB-550 mit 550 Litern (130 US gal) Kerosin

## Selbstverteidigungssysteme
Der Ka-50 hat ein vollintegriertes und automatisches Selbstverteidigungssystem; es besteht aus folgenden Komponenten:
Aktive Maßnahmen
- 8 × UW-26-Täuschkörperwerfer mit je 32 × 26,6-mm-Hitzefackel-Täuschkörpern (OMI-PPI-26 oder Adros PIK-26). Die Werfer sind in zwei aerodynamischen Verkleidungen an den Enden der Stummelflügel angebracht.

Passive Maßnahmen
- 4 × Asowsky / NTC Reagent L-136 „Mak-UFM“ Infrarotemissionen suchende Raketenanflugwarnsensoren (MAWS)[5]
- 2 × SOMS L-140-„Otklik“-Laserwarnsensoren
- 4 × CKBA Awtomatika SPO-32 / L-150-28-„Pastel“-Radarwarnsensoren
- 2 × Abgaskühldiffusoren (die Triebwerksauslässe können mit Luftmischern versehen werden, welche die Wärmeabstrahlung der Abgase durch Vermischung mit Frischluft stark verringern)

## Nutzerluftwaffen
Russland (WWS i PWO, russische Luftstreitkräfte)
6 × Ka-50 beim 344. Gefechtsausbildungszentrum der Armeeflieger in Torschok. Zunächst kam es zur elf Maschinen zur Auslieferung, wovon einige abstürzten oder verschrottet wurden.